# Massacre de la rivière Queiq
Le massacre de la rivière Queiq (ou massacre de Qoweiq) est le nom donné à l’exécution sommaire d'au moins 147 personnes, principalement de jeunes hommes, dont les corps ont été retrouvés à la fin de janvier 2013 dans la rivière Qouweiq à Alep, durant la guerre civile syrienne. La plupart des corps ont les mains liées dans le dos, la bouche scellée avec du ruban adhésif et une blessure par balle à la tête, beaucoup présentent également des marques de torture. De nombreux corps ont été identifiés comme ceux d'habitants qui avaient été arrêtés par les services de sécurité du régime syrien ou avaient été victimes de disparition forcée.

## Découverte des corps
Le 29 janvier 2013, 87 corps sont trouvés au niveau du Pont du chêne,. Entre février et mi-mars, entre 80 et 120 corps supplémentaires sont dragués hors du fleuve. Fin mars 2013, ce sont les corps d'au moins 147 hommes et garçons qui ont été retrouvés sur les bords de la rivière Queiq à Boustane al-Kasr, quartier d'Alep contrôlé par les forces de l'opposition. Selon Ole Solvang, chercheur de la division urgences de Human Rights Watch, les habitants affirment avoir enterré presque 250 corps, dont 147 ont pu être documentés,,. 
Les corps ne deviennent apparents que lorsque les hautes eaux hivernales se retirent, fin janvier. En février, une grille est abaissée d'un pont dans la rivière en territoire tenu par l'opposition pour aider à attraper d'autres corps flottant vers l'aval. Une moyenne de plusieurs corps chaque jour. L'apparition continue de ces corps conduit les habitants à surnommer la rivière Queiq « la rivière des martyrs ». En mars, une équipe de tournage de la chaîne britannique Channel 4 filme des habitants retirant quatre corps de la rivière en une matinée. Fin mars, les autorités d'opposition d'Alep baissent le niveau de l'eau du fleuve afin qu'il ne puisse plus transporter de corps vers l'aval, ce qui épargne aux habitants de devoir aller repêcher les corps.

## Victimes
Très peu de victimes avaient plus de 30 ans, la plupart étaient de jeunes hommes, en tenue civile. Il y a également des enfants, à partir de 11 ans parmi les victimes, et des personnes âgées. De nombreuses victimes, vraisemblablement mortes lors d’exécutions extrajudiciaires d'une balle dans la tête, présentent des signes apparents de torture et sont menottées,,,,,. 
Human Rights Watch et les journalistes du Guardian rapportent que les familles de nombreuses victimes témoignent que ces dernières ont été vues pour la dernière fois dans la zone contrôlée par le gouvernement ou après avoir entrepris de traverser la zone située entre deux check-points (l'un tenu par les forces de l'opposition et l'autre par les forces gouvernementales) pour se rendre à Alep Ouest. La plupart des familles interrogées par Human Rights Watch insistent sur le fait que les victimes n'étaient pas impliquées dans l'opposition armée et n'avaient pas non plus participé à des manifestations. Ils affirment, dans de nombreux cas, que les victimes étaient des commerçants. Certains avaient des magasins dans la zone contrôlée par le gouvernement mais vivaient dans la zone contrôlée par l'opposition, et d'autres traversaient régulièrement la zone contrôlée par le gouvernement pour acheter des fournitures qu'ils vendaient sur les marchés de la zone contrôlée par l'opposition. Parmi les personnes qui avaient été arrêtées « figurent également des manifestants et militants pacifiques ayant participé aux mouvements de protestation, les ont filmés ou ont diffusé des informations à ce sujet », ainsi que des journalistes, travailleurs humanitaires, avocats, étudiants et médecins. Waad al-Kateab affirme que la majorité des victimes vivait en zone sous contrôle du régime et a été aperçue pour la dernière fois à un check-point. Dans son documentaire, Pour Sama, elle filme les corps d'un centaines de victimes et une opération de sortie de corps de la rivière,,,,,. 
Les victimes auraient été détenues, torturées, exécutées et jetées par les forces gouvernementales dans le fleuve durant plusieurs semaines. Début 2013, Alep est divisée en plusieurs zones, contrôlées par différents belligérants. Les corps ont été charriés depuis l'amont, d'une partie de la rivière traversant une zone aux mains du régime, vers l'aval, traversant une zone tenue par les rebelles, dans le quartier de Boustane al-Kasr.
Le régime nie toute responsabilité et accuse Al-Qaïda d'être responsable du massacre.

## Conséquences
L'Institut syrien pour la justice a enquêté sur cette affaire et a tenu une conférence de presse pour révéler la vérité sur ce crime. Abdulkader Mandou, le directeur général de l'Institut syrien pour la justice, qui est un avocat des droits de l'homme, mène cette affaire. Il espère qu'ils pourront présenter ce dossier à un tribunal international dans le cadre de la justice transitionnelle en Syrie.